# مطار مانجا
مطار مانجا (بالإنجليزية: Manja Airport) (إياتا: MJA، إيكاو:  FMSJ) هو مطارٌ في بلدة مانجا [الإنجليزية] ، ضمن منطقة مينابي، في مدغشقر.